# Saint-Loup-de-Gonois
Saint-Loup-de-Gonois – miejscowość i dawna gmina we Francji, w Regionie Centralnym, w departamencie Loiret. W 2013 roku populacja ówczesnej gminy wynosiła 98 mieszkańców. 
Dnia 1 marca 2019 roku połączono dwie wcześniejsze gminy: Saint-Loup-de-Gonois oraz La Selle-sur-le-Bied. Siedzibą gminy została miejscowość La Selle-sur-le-Bied, a nowa gmina przyjęła jej nazwę. 